# Borja Crespo
Borja Crespo (Bilbao, 1971) és un director, productor cinematogràfic, gestor cultural, escriptor, il·lustrador i autor de còmic basc.
Des de 2013 és fundador i un dels impulsors de GRAF, fira de Barcelona dedicada al còmic d'autor i l'edició independent. El 2020 entra a formar part de l'organització de Comic Barcelona, coordinant l'apartat Comic Vision, entre d'altres tasques.

## Biografia
Comença a escriure i dibuixar al fanzine 2000 maníacos a principis dels anys 1990. A la mateixa època col·labora a les pàgines del fanzine Subterfuge i forma part de l'equip original de redactors de la revista Quatermass, a més d'editar el seu propi fanzine d'historietes, BURP!, i publicar en La Comictiva, Mico-Gràfic, etc.
En 1998 es trasllada a Madrid per treballar directament per a la discogràfica Subterfuge Records.
En 2001 veu publicat el seu comic-book Comic Horror Freak Xou (Hilargi Edicions), de contingut humorístic, corrosiu i despietat, i, el 2002 veu la llum el seu àlbum d'historietes titulat El cielo más alto (Aralia), de temàtica una mica més intimista.
En 2002 va realitzar el curtmetratge Snuff 2000, basat en el còmic homònim de Miguel Á. Martín, pel qual fou nominat al premi Méliès d'Or com a millor curtmetratge europeu de gènere fantàstic.
Va ser director del Festival Internacional de Cinema de Comèdia de Peníscola des de 2003 a 2005, coordinador del Festival de Cinema Fantàstic de Bilbao (FANT) de 2000 a 2002, assessor artístic i coordinador del Saló del Còmic de Getxo des de la seva primera edició el 2002 i assessor del Festival de Cinema de Màlaga el 2007.
El 2008 publicà el còmic Devuélveme mi Secreto (Arsènic Còmics) i coordinà al costat de Rubén Lardín la revista "Interzona". Amb Chema García creà la sèrie Diox per a "El Manglar".
L'any següent publicà amb Astiberri el llibre-còmic Cortocuentos, amb il·lustracions de Chema García. Es tracta d'una recopilació de contes breus que “expliquen el màxim amb el mínim”.
Crespo ha estat nominat tres anys conscutius al premi a la divulgació del Saló Internacional del Còmic de Barcelona: els anys 2009, 2010 i 2011.
El 2016 publicà el còmic Contigo nunca amb l'editorial Libros de Autoengaño, incloent-hi el fanzine Todo lo que he dicho es mentira, amb il·lustracions de Klari Moreno. La presentació es va dur a terme durant el festival GRAF amb Moderna de Poble.

## Filmografia
- Curtmetratge "Hikikomori", 2021. Director y coguionista. Sayaka Producciones.
- Sèrie "Encrucijada", capítol 1 a 4, 2020. Director. Mediapro.
- Sèrie "Caminantes", capítol 8, 2020. Director i coguionista. Mediapro.
- Gala Inauguración Festival de Cinema de San Sebastià, Zinemaldia, 2019. Director i guionista.
- Galas Festival de Cinema de San Sebastià, Zinemaldia, 2019.
- "Lithium", videoclip de The Owl Project, 2019. Director i productor.
- Llargmetratge col·lectiu "Histeria de Catalunya". Capítol "Souvenir de Barcelona", 2018. Director.
- Largmetratge col·lectiu "Histeria de Espania". Pieza "PhotoZpain", 2017. Director.
- Spots Bilbao BBK Live (Basoa), 2016. Director i productor.
- "Atrapado en el tiempo", videoclip de Pantones, 2014-15. Director i productor.
- "Esta vez (lyric video)", videoclip de Diego Martín, 2015. Director.
- Largmetratge "NEUROWORLD", 2014. Director, productor i coguionista. #littlesecretfilm por Calle 13.
- Largmetratge "ESTIRPE", 2014-15. Director segona unitat. Actor.
- Largmetratge col·lectiu #SEQUENCE. Peça "Un cuento infantil para adultos". 2013. Director i productor.
- "Da doo ron ron", videoclip de Pantones, 2013. Director i productor.
- "39", videoclip de Bravo Fisher!, 2013. Director i productor.
- "Me gusta", curtmetratge, 2013. Codirector. Guionista.
- Spot digital de VirtualRehab per a Virtualware, 2013. Director i productor.
- "La coleccionista", videoclip de Pantones, 2013. Director i productor.
- "Are you app?", sèrie per a Movistar, cap. 6 a 10, 2013. Realitzador.
- "El día de tu cumpleaños", videoclip de Pantones, 2012. Director i productor.
- “Behind the 8 ball”, videoclip de Help me devil, 2012. Codirector.
- "You Have No End", videoclip del Plan B de Carlos Jean. 2012. Codirector juntament amb Alberto Álvarez.
- "Diario Fetish de Franceska", sèrie. 2012. Productor.
- "Kidzilla vs. Neobarna", vídeo taller educatiu Espai Cultural. 2012. Director i productor.
- "So tired of being good", videoclip de Help Me Devil. 2011. Director i productor.
- "Turn on the night", videoclip de Carlos Jean i Dj Nano (Muwom). 2011. Codirector juntament amb Alberto Álvarez.
- "Extraterrestre", llargmetratge de Nacho Vigalondo. 2011. Productor associat (Sayaka).
- "Gigante", videoclip de Remate. 2011. Director i productor.
- "She Loves the jazz", videoclip de Jimmy Barnatán. 2011. Director.
- "Gimme the base", videoclip de Carlos Jean feat. M-and-Y. 2011. Codirector juntament amb Alberto Álvarez.
- "Lead the way", videoclip de Carlos Jean feat. Electric Nana. 2011. Codirector juntament amb Alberto Álvarez.
- "Lolaila Carmona", videoclip de Napoleón Solo. 2010. Director, productor.
- "¡Ay Haiti!", videoclip de DD.AA. (Shakira, Hombres G, Estopa, Miguel Bosé, Bebe, La oreja de Van Gogh, etc.), cançó produïda per Carlos Jean. 2010. Director, producer. Premi al Millor Videoclip Els 40 Principals.
- "Una calle. Cuatro estaciones". Documental. Dirigit per Ramón L. Bello. 2010. Productor.
- Spot “Euskadi celebración”. Agència Arista. 2009. Director.
- “Con el vértigo en los talones”. Especial Nit de Nadal de José Mota (TVE). 2009. Realitzador.
- "La hora de José Mota" (TVE). 2009. Realitzador.
- Spot Kaiku, yogur Bifi. Agència Laluca. Dirigit per Koldo Serra. 2009. Director de producció.
- “Marisa”, curtmetratge, HD. Arsénico P.C. Dirigit per Nacho Vigalondo. 2009. Productor.
- Campaña “Euskadi made in”. Diversos spots. Agència Arista. Dirigits per Koldo Serra. 2009. Equip de direcció.
- "Cuerpo Triste", videoclip d'Estopa dirigit per Koldo Serra, 2008. Director de Producció.
- "Odio Trabajar Aquí", videoclip de Zodiacs dirigit per Koldo Serra, 2008. Producció.
- “Limonchello”, curtmetratge, 35 mm. Borja Cobeaga, Jorge Dorado, Luis A. Berdejo, 2007. Productor executiu.
- "Pinball Rock", videoclip de Zodiacs dirigit per Inaz Fernández, 2007. Productor i ajudant de direcció.
- “Colillas en el suelo”, videoclip de Deluxe, 2007. Codirector juntament amb Koldo Serra.
- “Reno”, videoclip de Kepa Junkera. 2006. Director.
- “Body Clock”, videoclip de Atom Rhumba. 2006. Director.
- “Esta soy yo”, videoclip del grup musical El sueño de Morfeo, 2006. Director.
- “Enero”, videoclip de Tontxu, 2006. Director.
- “Lavapies”, videoclip de Ela, 2006. Director.
- “Una chica normal”, videoclip de Zodiacs dirigit per Koldo Serra. 2006. Ajudant de direcció.
- “Avant Pétalos Grillados”, curtmetratge, 35 mm, 2006. De César Velasco Broca. Productor executiu.
- “Sofía”, cortometraje, 35 mm, 2005. Productor executiu.
- “Kinky Hoodoo Voodoo”, curtmetratge, 16 mm/digital, 2004. De César Velasco Broca. Productor executiu.
- “Despierta ya, viejo amigo”, videoclip de Maxia. 2003. Director.
- “El tren de la bruja”, curtmetratge, 35 mm. Dirigit per Koldo Serra, 2003. Ajudant de direcció.
- “Snuff 2000”, 2002. Curtmetratge. Director.
- “Crying Shoes”, videoclip de Fromheadtotoe, 1999. Director.
- “Electricistas”, videoclip per la cançó de Fangoria, grup musical de la cantant Alaska. Elegit com un dels millors videoclips de 1999 pels lectors de la revista “Rockdelux”. Director.
- “Gárgaras”. Betacam, 1998. Guionista i Director.
- "Amor de madre", curtmetratge, 35 mm. Dirigit per Gorka Vázquez i Koldo Serra. 1998. Ajudant de direcció.
- "Háchame", curtmetratge. 16 mm. Dirigit per Koldo Serra. 1996. Ajudant de direcció.
- “El Trivial Exterminador II”, curtmetratge, VHS, 1995. Director, guionista, muntatge.
- “El Trivial Exterminador”, curtmetratge, VHS, 1994. Director, guionista, muntatge.